# Orlík nad Vltavou
Orlík nad Vltavou ou simplement Orlík (en allemand : Altsattel) est une commune du district de Písek, dans la région de Bohême-du-Sud, en République tchèque. Sa population s'élevait à 271 habitants en 2020.
Il s'agit d'un des lieux les plus touristiques de Bohême, en raison de sa situation au bord de la Vltava et de son lac de retenue. Son château est par ailleurs l'un des plus visités du pays.

## Géographie
Orlík nad Vltavou se trouve sur la falaise qui domine le réservoir d'Orlík sur la Vltava, à 23 km au nord-est de Písek et à 66 km au sud-sud-ouest de Prague.
La commune est limitée par Lety et Kožlí au nord, par la Vltava et les communes de Kovářov et Kostelec nad Vltavou à l'est, par Nevězice et Probulov au sud, et par Králova Lhota à l'ouest.
Aujourd'hui, ce village se compose de deux parties :
- l'ancienne, appelée Staré Sedlo
- la nouvelle, Višňovka

Ces deux quartiers sont séparés par la route menant au pont de Žďákov.

## Histoire
Orlík vient du nom du château, qui fait maintenant partie du village. Staré Sedlo est déjà mentionné à la fin du XIIIe siècle ; son église et sa communauté paroissiale la font considérer comme un bourg.

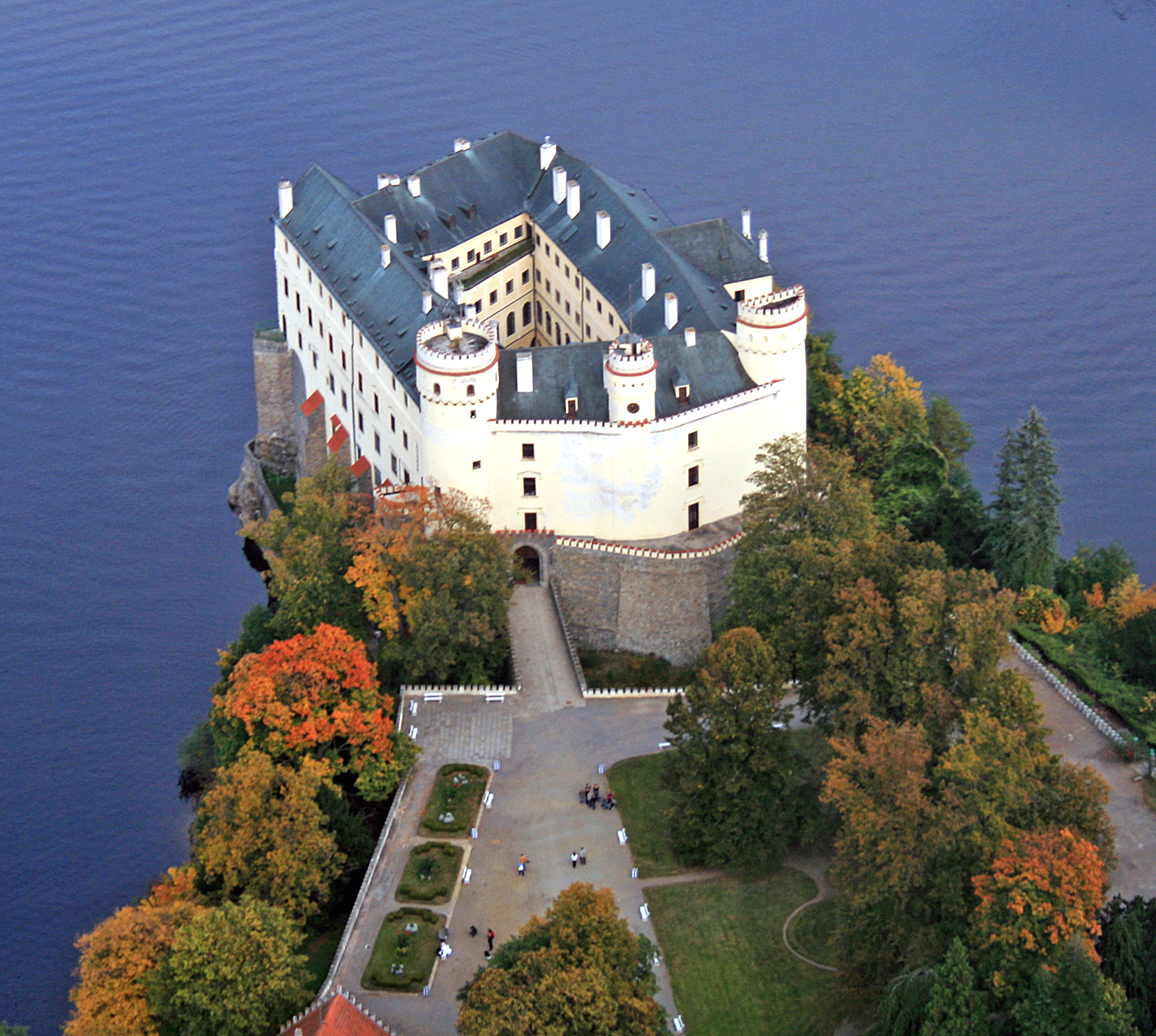
Château d'Orlík : vue aérienne.
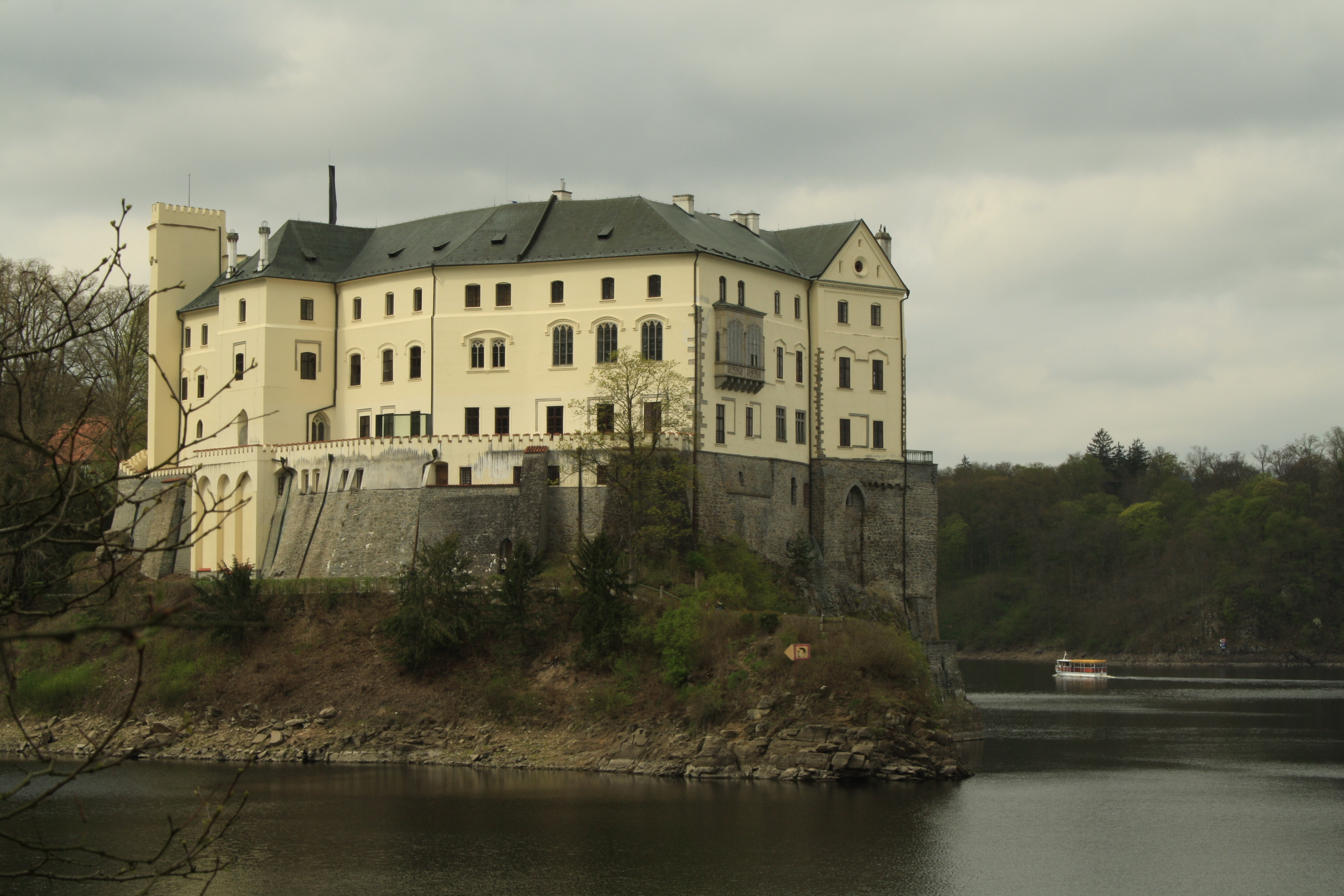
Château d'Orlík.

Orlík nad Vltavou est devenu un centre important du tourisme estival.
Le village abrite le caveau familial de la maison de Schwarzenberg.

## Administration
La commune se compose de deux quartiers :
- Orlík nad Vltavou
- Staré Sedlo

## Galerie

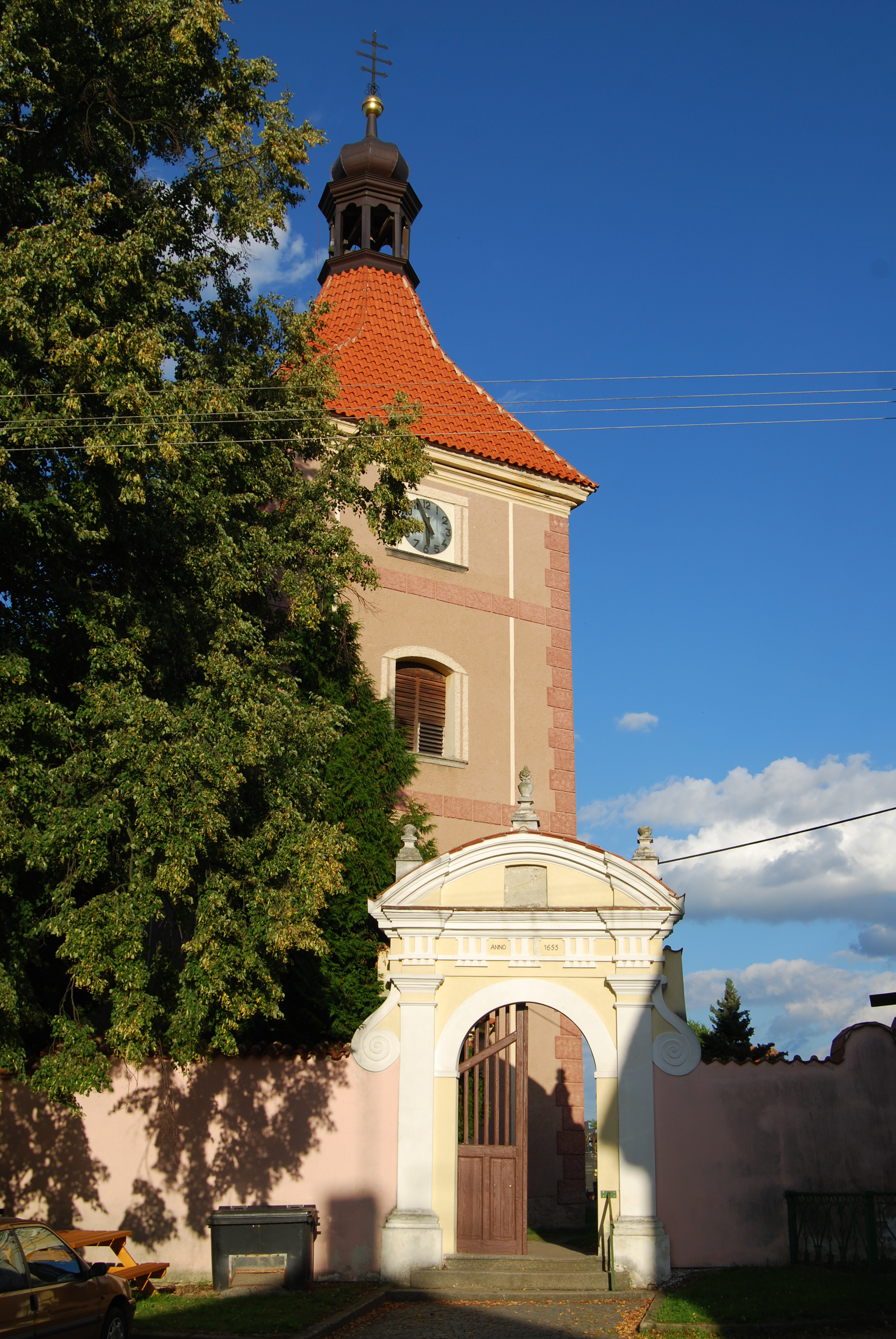
Église Saint-Procope
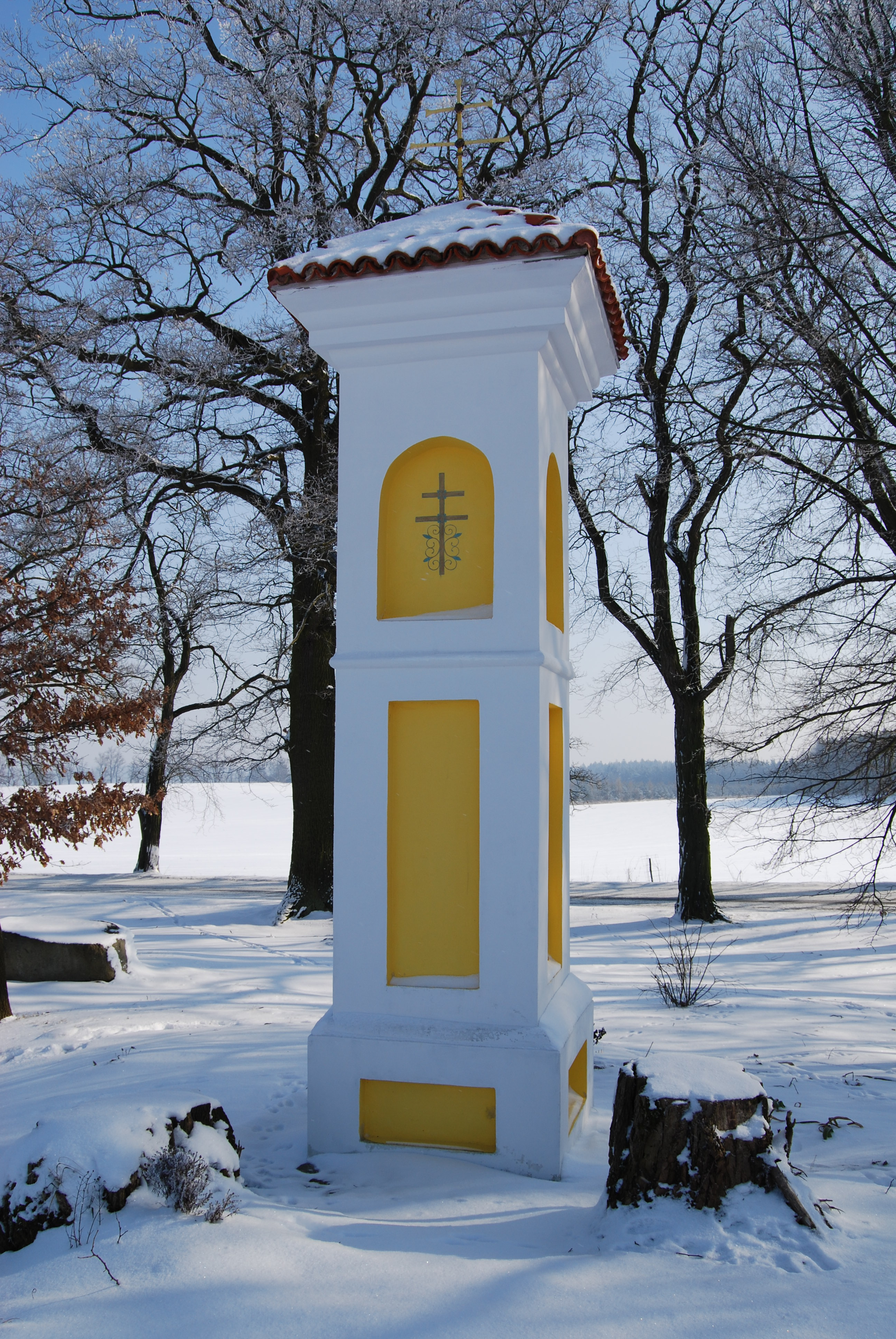
Chapelle en bord de route
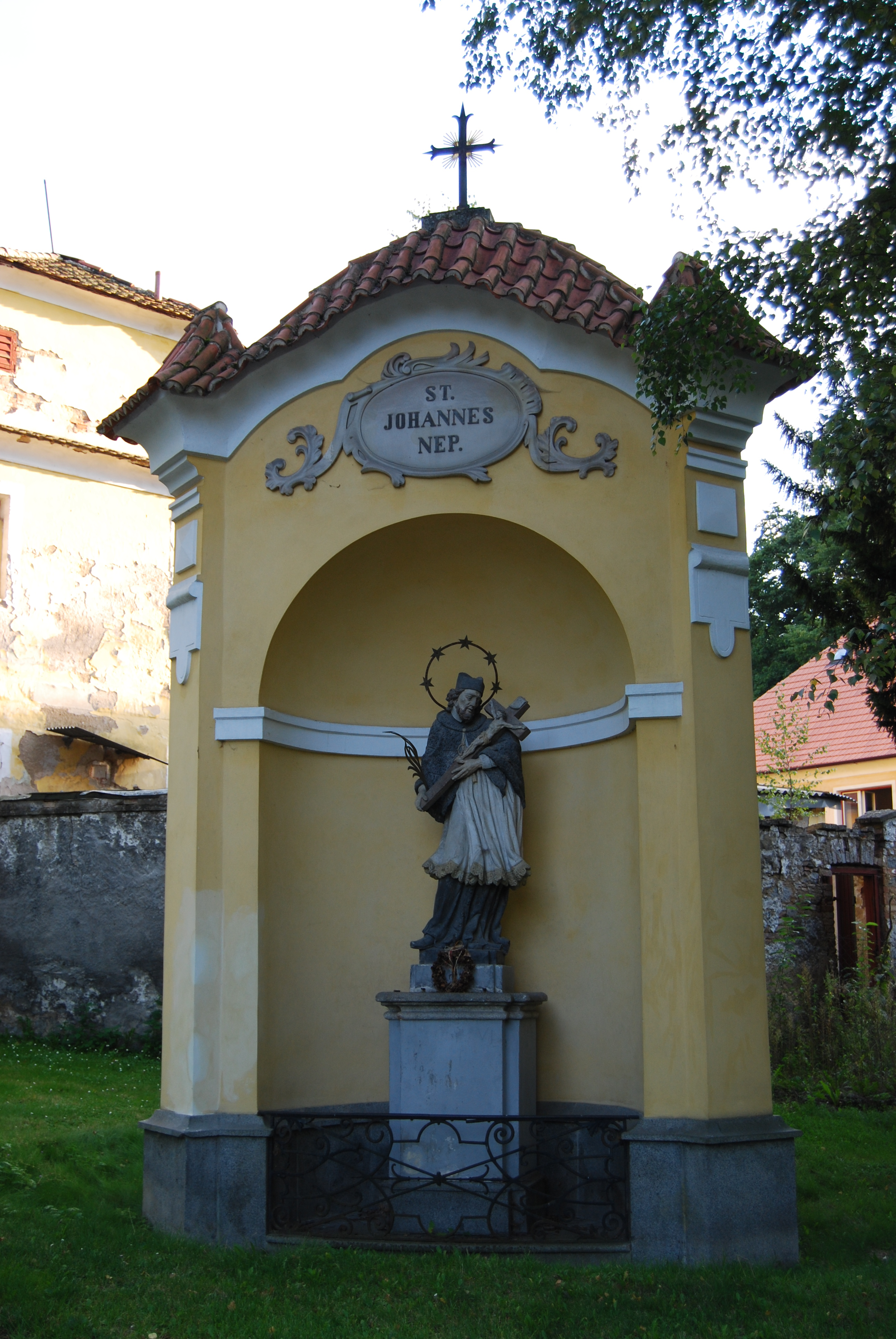
Chapelle Saint-Jean-Népomucène
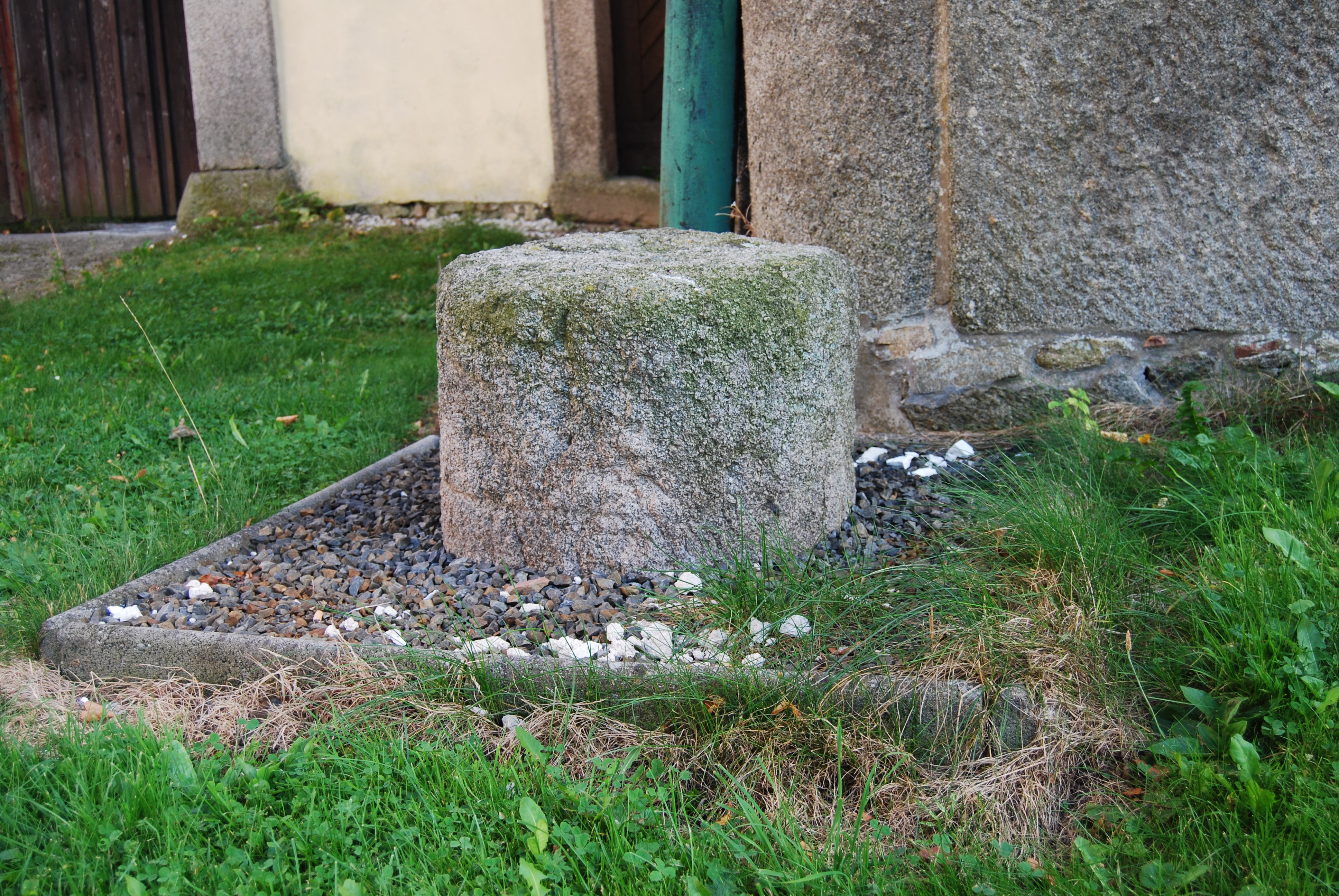
Pilori
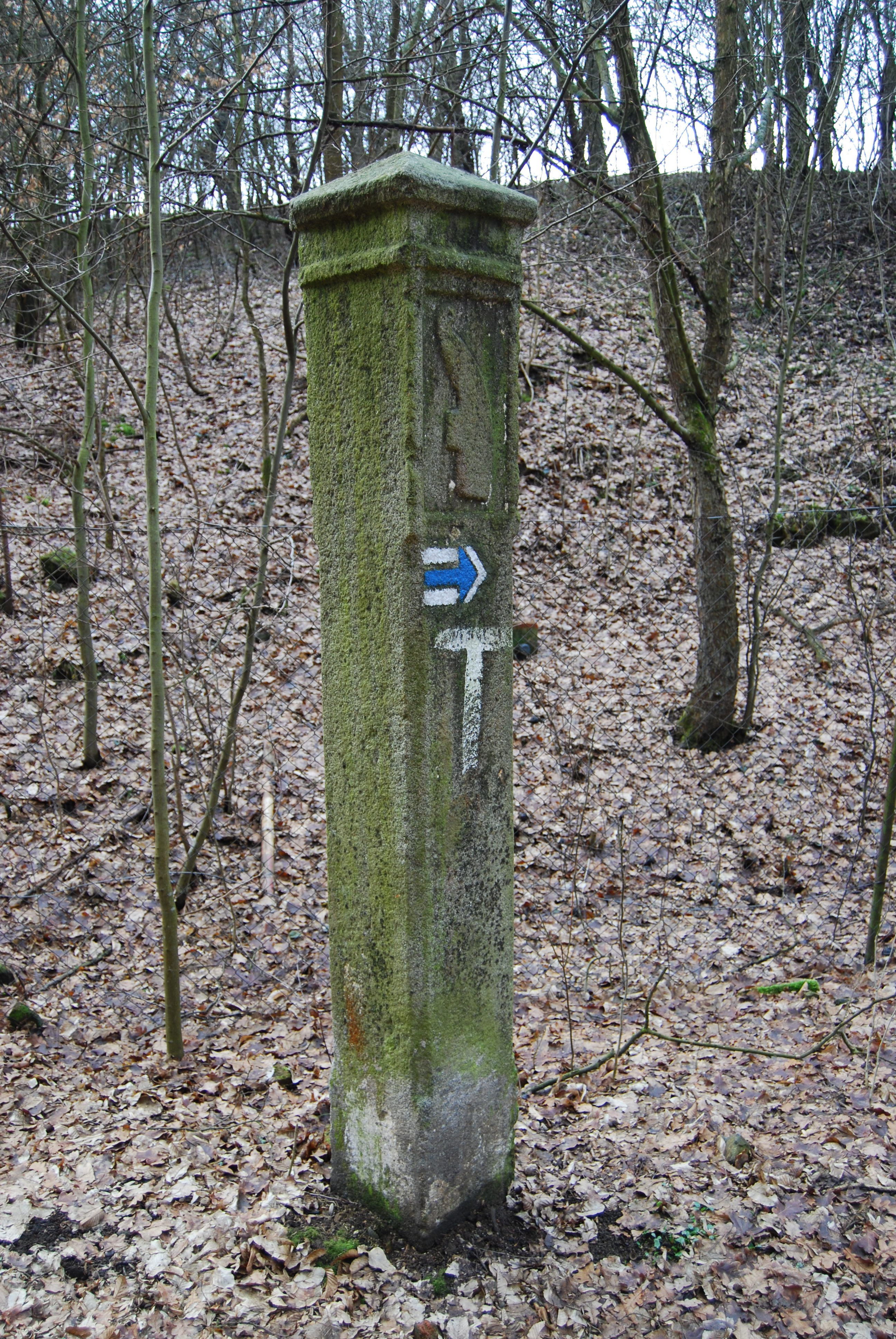
Borne en pierre

## Transports
Par la route, Orlík nad Vltavou se trouve à 17,5 km de Milevsko , à 30,5 km de Písek, à 79 km de České Budějovice et à 99 km de Prague.